# 高瀬伸利
髙瀨 伸利（たかせ のぶとし、1957年9月14日 - ）は、日本の建築士、実業家。西松建設株式会社代表取締役社長。

## 人物・経歴
東京都出身。1980年千葉大学工学部建築工学科卒業、西松建設入社。建築畑を歩み、2010年執行役員建築施工本部長兼建築部長に就任。2011年取締役常務執行役員関東建築支社長に昇格。2017年取締役専務執行役員。2018年から代表取締役社長を務め、働き方改革や、不動産開発事業など新事業の開拓にあたった。